# 埃弗里特 (马萨诸塞州)

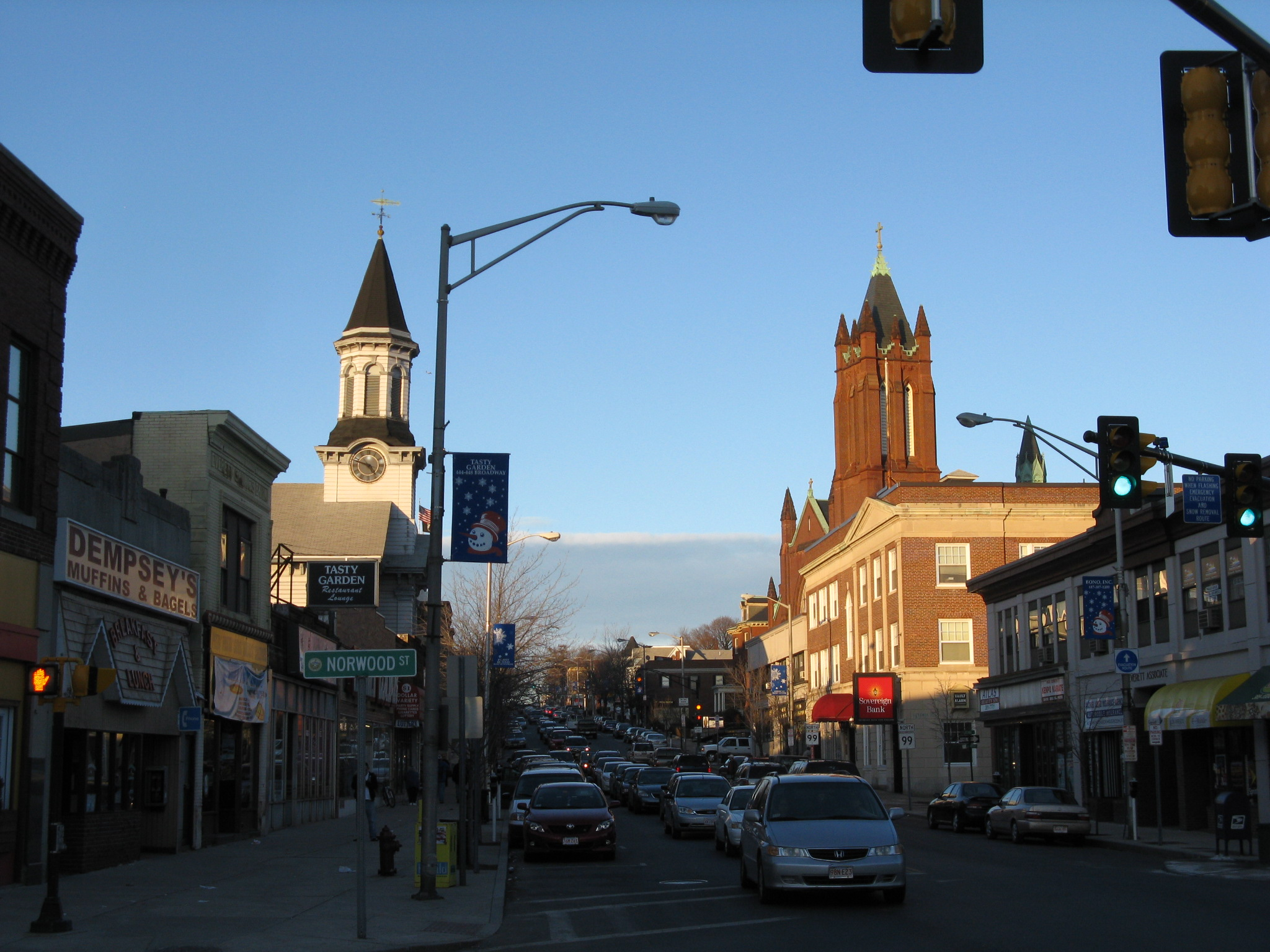

埃弗里特（英語：Everett），綽號榮耀、進步與可能之城（City of Pride, Progress and Possibilities），是美國麻薩諸塞州米德爾塞克斯縣的一個城市，位於波士頓以北。面積9.5平方公里。根據美國2000年人口普查，人口38,037人。
1870年建鎮，1892年設市。本市是美國唯一設兩院制市議會的城市，由7人的參議院和18人的眾議院組成。